# Tellima australis
Tellima australis là một loài thực vật có hoa trong họ Saxifragaceae. Loài này được (Rydb.) Fedde miêu tả khoa học đầu tiên năm 1905.